# Kopimismo

Ctrl-C, Ctrl-V

El Kopiameísmo es una religión de origen sueco, creada para amparar legalmente el intercambio de archivos en línea de tipo P2P. Busca la libertad de expresión como un bien máximo, y una cita importante que la justifica es: "Copiar y compartir información es lo mejor y más hermoso que existe. Que copien tu información es una muestra de aprecio, de que alguien cree que has hecho algo bueno".

## Historia
El nombre de la religión proviene de la expresión "kopimi", derivado del inglés "copy me" ("cópiame"), la cual era usada como defensa ante aquellos propietarios del copyright que acusaban a los usuarios de redes P2P de robo. La idea original fue de Isaac Gerson, que a los 19 años creó la Iglesia Misionera del Kopiameísmo, para después ser reconocida como religión en Suecia (país en el que nació el primer Partido Pirata). Ha de notarse que esta es una religión "misionera", por lo cual propone mover su filosofía y que tenga el mayor alcance posible, a diferencia del pastafarismo, otra religión nacida en la Internet, pero que no hace promoción de forma activa.

## Filosofía
Algunas frases como las siguientes nos dan a conocer la filosofía del Kopiameísmo:
- Todo el conocimiento para todos.
- La búsqueda de información es sagrada. La circulación de información es sagrada. El acto de copiar es sagrado.[4]